# Cameron Levins
Cameron Levins (ur. 28 marca 1989 w Campbell River) – kanadyjski lekkoatleta specjalizujący się w biegach długodystansowych. Uczestniczył w igrzyskach olimpijskich w 2012 roku w Londynie, gdzie zajął 14. miejsce w biegu na 5000 metrów, a także 11. miejsce w biegu na 10 000 metrów. Ósmy zawodnik biegu na 3000 metrów podczas halowych mistrzostw świata w Sopocie (2014). W tym samym roku zdobył brązowy medal igrzysk Wspólnoty Narodów w Glasgow.
Uczestnik mistrzostw świata w przełajach. Wielokrotny złoty medalista mistrzostw kraju oraz mistrzostw NCAA, medalista mistrzostw NACAC w biegach przełajowych.

## Rekordy życiowe
- Bieg na 5000 metrów – 13:15,19 (2013)
- Bieg na 10 000 metrów – 27:07,51 (2015) rekord Kanady
- Bieg na 2000 metrów (hala) – 4:55,35 (2014) rekord Kanady[2]
- Bieg na 2 mile (hala) – 8:14,69 (2013) rekord Kanady
- Bieg na 5000 metrów (hala) – 13:19,16 (2014) rekord Kanady